# My Bloody Valentine
My Bloody Valentine er en irsk alternativ rock gruppe, der blev dannet i 1983, og fortsatte frem til 1997, hvor gruppen gik i opløsning, hvorefter den blev gendannet i 2007. Den blev dannet af guitarist og forsanger, Kevin Shields, og trommeslager, Colm Ó Cíosóig. Efterfølgende kom sanger og guitarist Bilinda Butcher, og bassist Debbie Googe med i gruppen, der efterfølgende flyttede til London.
Gruppen har udgivet to studiealbum. Deres debutalbum, Isn't Anything, og det anmelderroste album, Loveless.
I 2013 udgav My Bloody Valentine et nyt album under navnet Mbv.

## Diskografi
- Isn't Anything (1988)
- Loveless (1991)
- Mbv (2013)